# AacPlus
aacPlus, AAC + ili HE-AAC je audio kodek sa gubicima razvijen od strane Coding Technologies-a 2003. godine. Nadogradnja je na AAC kodek sa kojim je i unazad kompatibilan i deo je MPEG-4 standarda (3. deo).
aacPlus nadograđuje se na AAC kodek dodavanjem tehnologije SBR (Spectral Band Replication) koja sintetizira više frekvencije iz malog toka pomoćnih podataka. Time se omogućava da bazni kodek (u ovom slučaju AAC) radi sa manjom širinom pojasa čime se smanjuje količina podataka koju treba odbaciti, a istovremeno se zadržava puni frekventni opseg pri reprodukciji. Budući da je glavni pojas kodiran sa AAC kodek om i da su SBR podaci dodani kao ekstra informacija, aacPlus je potpuno kompatibilan sa AAC dekodera koji će dekodirati samo osnovni pojas. aacPlus dekoder će pak upotrebiti i SBR tok podataka te rekonstruisati signal u punom frekvencijska obimu. Ovom tehnologijom postiže se osetno povećanje efikasnosti i kvaliteta audio kodiranja. Na primer, aacPlus postiže istu kvalitet zvuka na 64 kbps stereo kao i AAC kodek na 128 kbps stereo.
aacPlus v2, eAAC + ili Enhanced HE-AAC je audio kodek sa gubicima razvijen od strane Coding Technologies-a 2004. godine. Nadogradnja je na aacPlus, odnosno AAC kodek sa kojima je i unazad kompatibilan. Deo je MPEG-4 standarda (Part 3).
aacPlus v2 nadogradnja je na aacPlus upotrebom PS (Parametric Stereo) tehnologije. Upotrebom ove tehnologija audio informacija se psihoaksutički kodira kao mono, a malim tokom podataka se opisuje stereo informacija. Time se postiže još veća efikasnost kodiranja i veća kaliteta zvuka za isti bitrate. PS informacija se takođe dodaje kao ekstra dodatak na glavni tok podataka, te je zadržana kompatibilnost sa AAC-om i sa prvom verzijom aacPlus-a. AAC dekoder će dekodirati samo osnovni pojas kao mono, aacPlus dekoder će dekodirati audio u punom frekvencijska obimu ali mono, dok će aacPlus v2 dekoder reprodukovati kompletnu informaciju u punom frekvencijska obimu i u stereo-tehnici. Daljim razvojem PS tehnologije omogućeno je kodiranje 5/1 prostorne (surround) informacije sa vrlo malim bitrate-ovima (reda veličine 128 kbps) pod nazivom MPEG Surround.

## Tehnologija
aacPlus kodeci koriste se u tehnologijama za prenos zvuka kao što su digitalni radio na kratkom talasu (DRM), nova verziju digitalnog radija na ultrakratkom valno području (DAB v2), reprodukcija zvuka na mobilnim uređajima i telefonima, emitovanje putem Interneta (web strimovanje), emitovanje putem mobilnog telefona (mobile (3GPP) strimovanje, DVB-H), XM satelitski radio u SAD -u, a očekuje se proširenje na sve moderne i nove tehnolgija koje će podržavati ili već podržavaju MPEG-4 standard.

## Kvalitet
aacPlus i aacPlus v2 na malim bitrate-ovima postižu znatno bolje rezultate u odnosu na klasične audio kodek npr. MP3 ili Uindous Media, čak i pri vrlo niskim bitrate-ovima kao npr 18 kbps

## Podržani klijenti
- Winamp
- Foobar2000
- Windows Media Player uz upotrebu ovog plugin-a

## Podržani uređaji
- Svi MPEG-4 kompatibilni uređaji
- Sony Play Station Portable (PSP)
- Nokia, Motorola, Samsung, Sony Ericsson, BenQ-Siemens i Philips mobiteli

## Spoljašnje veze
- Članak iz časopisa VIDI o aacPlus-u
- Coding Technologies aacPlus
- EBU Technical paper - aacPlus - a-state-of-the-art